# Willingdon, England
Willingdon är en by i civil parish Willingdon and Jevington, i distriktet Wealden, i grevskapet East Sussex i England. Byn är belägen 19 km från Lewes. Willingdon var en civil parish fram till 1990 när blev den en del av Willingdon and Jevington. Civil parish hade 3 857 invånare år 1961. Byn nämndes i Domedagsboken (Domesday Book) år 1086, och kallades då Wilendone/Wille(n)done.